# Welyki Budyschtscha (Myrhorod)
Welyki Budyschtscha (ukrainisch Великі Будища; russisch Великие Будища Welikije Budischtscha) ist ein Dorf im Norden der ukrainischen Oblast Poltawa mit etwa 1000 Einwohnern.

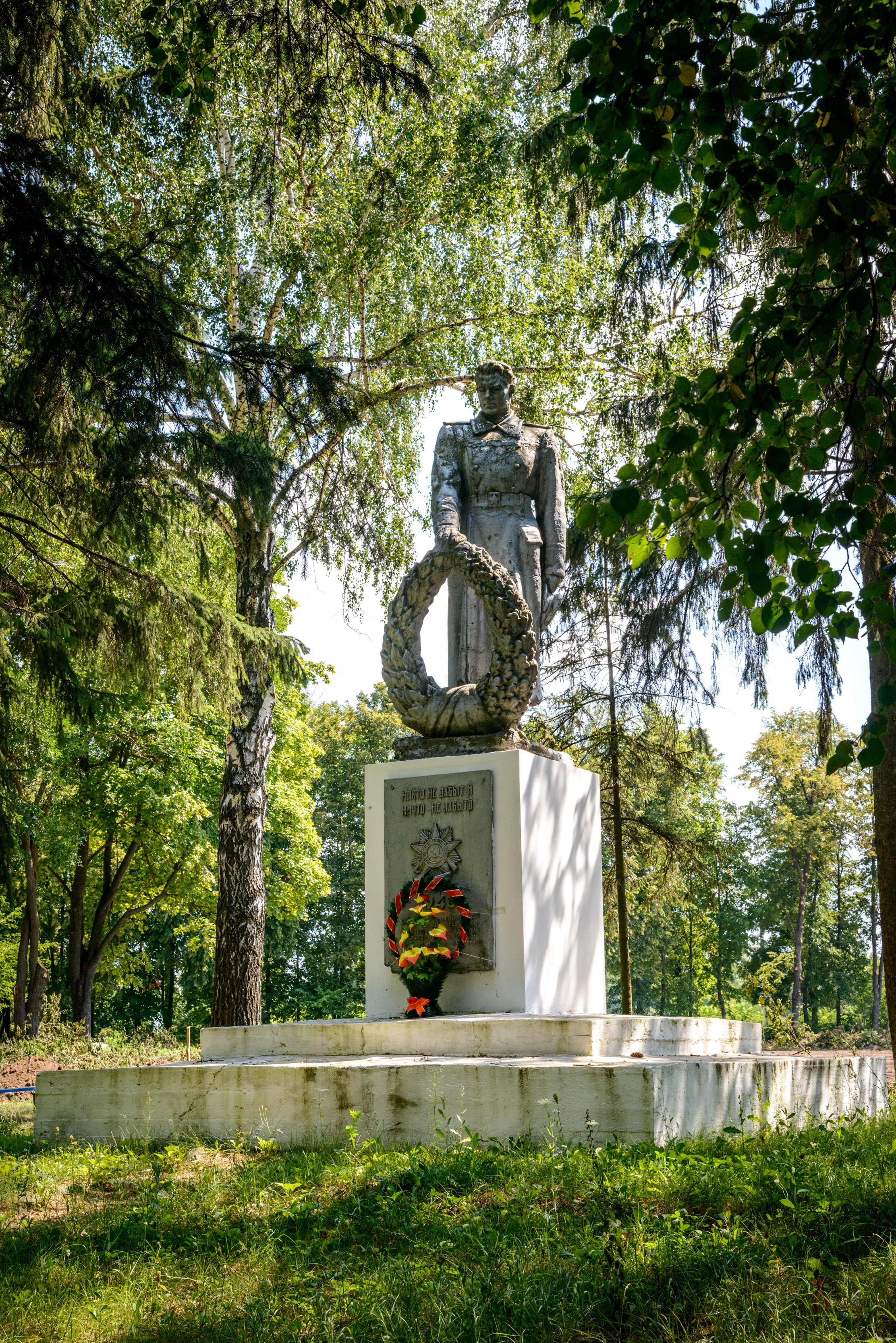
Denkmal im Ort

Das Dorf wurde 1625 zum ersten Mal schriftlich erwähnt und liegt am Fluss Fialka (Фіалка), 67 Kilometer nordöstlich der Rajonshauptstadt Myrhorod und 101 Kilometer nördlich der Oblasthauptstadt Poltawa, das ehemalige Rajonszentrum Hadjatsch befindet sich 15 Kilometer südwestlich.

## Verwaltungsgliederung
Am 19. September 2019 wurde das Dorf zum Zentrum der neugegründeten Landgemeinde Welyki Budyschtscha (Великобудищанська сільська громада/Welykobudyschtschanska silska hromada). Zu dieser zählten auch die 14 in der untenstehenden Tabelle aufgelisteten Dörfer, bis dahin bildete es die gleichnamige Landratsgemeinde Welyki Budyschtscha (Великобудищанська сільська рада/Welykobudyschtschanska silska rada) im Nordosten des Rajons Hadjatsch.
Am 12. Juni 2020 kam noch die 5 Dörfer Sapsilske, Teple, Tjutjuriwschtschyna Welbiwka und Wepryk zum Gemeindegebiet.
Am 17. Juli 2020 kam es im Zuge einer großen Rajonsreform zum Anschluss des Rajonsgebietes an den Rajon Myrhorod.
Folgende Orte sind neben dem Hauptort Welyki Budyschtscha Teil der Gemeinde:
| Name                     | Name        | Name                              |
| ukrainisch transkribiert | ukrainisch  | russisch                          |
| ------------------------ | ----------- | --------------------------------- |
| Bakuty                   | Бакути      | Бакуты                            |
| Bobryk                   | Бобрик      | Бобрик (Bobrik)                   |
| Browarky                 | Броварки    | Броварки (Browarki)               |
| Dutschynzi               | Дучинці     | Дучинцы (Dutschinzy)              |
| Knyschiwka               | Книшівка    | Кнышовка (Knyschowka)             |
| Martyniwka               | Мартинівка  | Мартыновка (Martynowka)           |
| Mohylatiw                | Могилатів   | Могилатов (Mogilatow)             |
| Morosiwschtschyna        | Морозівщина | Морозовщина (Morosowschtschina)   |
| Pedorytschi              | Педоричі    | Педоричи (Pedoritschi)            |
| Plischywez               | Плішивець   | Плешивец (Pleschiwez)             |
| Sapsilske                | Запсільське | Запсельское (Sapselskoje)         |
| Schadurka                | Шадурка     | Шадурка                           |
| Teple                    | Тепле       | Тёплое (Tjoploje)                 |
| Tymofijiwka              | Тимофіївка  | Тимофеевка (Timofejewka)          |
| Tjutjuriwschtschyna      | Тютюрівщина | Тютюривщина (Tjutjuriwschtschina) |
| Welbiwka                 | Вельбівка   | Вельбовка (Welbowka)              |
| Welyke                   | Велике      | Великое (Welikoje)                |
| Wepryk                   | Веприк      | Веприк (Weprik)                   |
| Woroniwschtschyna        | Воронівщина | Вороновщина (Woroniwschtschina)   |